# Том Коберн
Томас Аллен «Том» Коберн (англ. Thomas Allen «Tom» Coburn; нар. 3 березня 1948, Каспер, Вайомінг — пом. 28 березня 2020) — американський політик, сенатор США від штату Оклахома, член Республіканської партії.

## Біографія
Закінчив Університет штату Оклахома (1970) і Медичний інститут Університету Оклахоми (1983). Займався медичною практикою в області акушерства.
У 1995–2001 рр. — член Палати представників США. Був обраний до Сенату США у 2004 році.